# باسورخي
باسورخي هي بلدة في مقاطعة بايسون في ولاية صرخنداريا في أوزبكستان.